# Liste der Kulturdenkmale in Berlin-Neu-Hohenschönhausen

Lage von Neu-Hohenschönhausen in Berlin

In der Liste der Kulturdenkmale von Neu-Hohenschönhausen wird der Postmeilenstein, das einzige Kulturdenkmal des Berliner Ortsteils Neu-Hohenschönhausen im Bezirk Lichtenberg charakterisiert.

## Baudenkmale
| Nr.      | Lage                                                | Offizielle Bezeichnung | Beschreibung | Bild |
| -------- | --------------------------------------------------- | ---------------------- | --- | ---- |
| 09045481 | Falkenberger Chaussee Pablo-Picasso-Straße 2 (Lage) | Postmeilenstein        | 1816 (Datierung nach Forschungsgruppe Meilensteine und typologischer Einordnung eher nach 1835). Der 85 Zentimeter hohe Rundsockelstein aus Sandstein trägt die Inschrift „1 MEILE BIS BERLIN“ (in Antiqua-Schrift). Er ist einer von nur 18 heute noch erhaltenen Meilensteinen in Berlin. Ursprünglich stand der Stein in der Falkenberger Straße 83, die zu der Zeit noch Teil der Falkenberger Chaussee von Weißensee nach Falkenberg war. 1991 wurde er nach Restaurierung an seinem heutigen Standort aufgestellt. Eine preußische Meile sind umgerechnet etwa 7,5 Kilometer. Nach der Einführung des metrischen Systems im Jahre 1873 verloren die Meilensteine an Bedeutung und wurden größtenteils entfernt oder umgesetzt. |      |